# 비엘코폴스카주

비엘코폴스카주의 위치

비엘코폴스카주(폴란드어: Województwo wielkopolskie, 대폴란드주)는 폴란드 중서부에 위치한 주로, 주도는 포즈난이며 면적은 29,826km2, 인구는 3,374,653명(2006년 기준, 도시 인구: 1,923,582명, 농촌 인구: 1,451,071명), 인구 밀도는 110명/km2이다. 4개 도시군과 31개 농촌군, 226개 그미나(지방 자치체)를 관할한다.
주 이름은 이 지역에 위치한 역사적 지역인 비엘코폴스카(대폴란드)에서 유래된 이름이다. 북서쪽으로는 서포모제주, 북쪽으로는 포모제주, 북동쪽으로는 쿠야비포모제주, 남동쪽으로는 우치주, 남쪽으로는 오폴레주, 남서쪽으로는 돌니실롱스크주, 서쪽으로는 루부시주와 접한다.

주기
주 문장

## 행정 구역

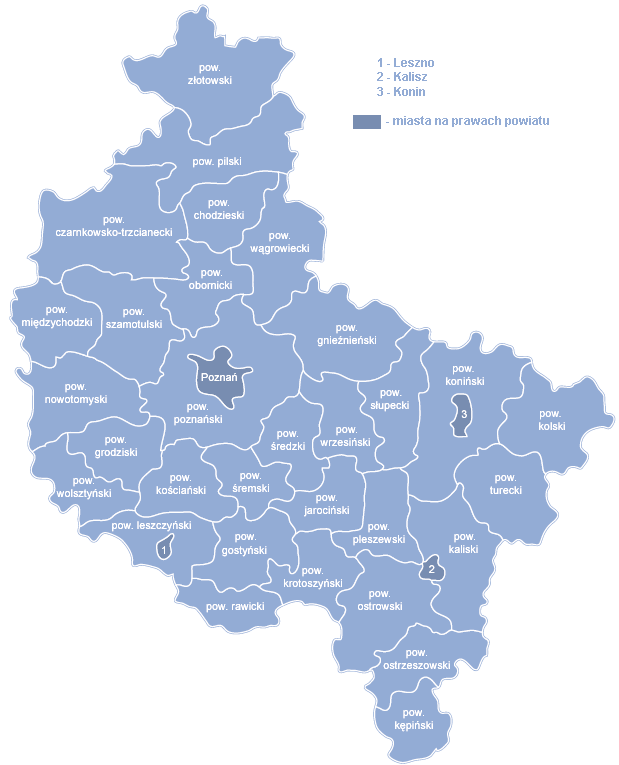
비엘코폴스카주의 행정 구역

### 도시군
- 포즈난 (주도)
- 칼리시
- 코닌
- 레슈노

### 농촌군
- 호지에시군
- 차른쿠프트슈치안카군
- 그니에즈노군
- 고스틴군
- 그로지스크군
- 야로친군
- 칼리시군
- 켕프노군
- 코워군
- 코닌군
- 코시치안군
- 크로토신군
- 레슈노군
- 미엥지후트군
- 노비토미실군
- 오보르니키군
- 오스트루프군
- 오스트셰슈프군
- 피와군
- 플레셰프군
- 포즈난군
- 라비치군
- 스우프차군
- 시렘군
- 시로다군
- 샤모투위군
- 투레크군
- 봉그로비에츠군
- 볼슈틴군
- 브제시니아군
- 즈워투프군

## 같이 보기
- 프로이센 왕국
- 폴란드 제2공화국